# Lyncar
La Lyncar è stata una scuderia britannica di Formula 1 fondata da Martin Slater su richiesta di John Nicholson, che oltre ad essere pilota, era anche preparatore dei motori Ford Cosworth.
L'esordio avvenne nel Gran Premio di Gran Bretagna 1974. La vettura, denominata 006, non riuscì a qualificarsi, chiudendo le prove al trentunesimo posto, a quasi quattro secondi dalla pole.
L'anno seguente, sempre con lo stesso modello John Nicholson riuscì a qualificarsi al ventiseiesimo ed ultimo posto della griglia, ancora una volta nel Gran Premio di Gran Bretagna. La gara però terminò al giro cinquantuno a causa di un incidente dovuto al temporale che si era scatenato sulla corsa, e che pochi giri dopo avrebbe costretto gli organizzatori a terminare anzi tempo il Gran Premio.

## Risultati in F1
| Anno | Vettura | Motore            | Gomme | Piloti         |  |  |  |  |  |  |  |  |  |    |  |  |  |  |  |  |  |  |  |  |  |  |  |  | Punti | Pos. |
| ---- | ------- | ----------------- | ----- | -------------- |  |  |  |  |  |  |  |  |  | -- |  |  |  |  |  |  |  |  |  |  |  |  |  |  | ----- | ---- |
| 1974 | 006     | Ford-Cosworth DFV | F     | John Nicholson |  |  |  |  |  |  |  |  |  | NQ |  |  |  |  |  |  |  |  |  |  |  |  |  |  | 0     |      |

| Anno | Vettura | Motore            | Gomme | Piloti         |  |  |  |  |  |  |  |  |  |    |  |  |  |  |  |  |  |  |  |  |  |  |  |  | Punti | Pos. |
| ---- | ------- | ----------------- | ----- | -------------- |  |  |  |  |  |  |  |  |  | -- |  |  |  |  |  |  |  |  |  |  |  |  |  |  | ----- | ---- |
| 1975 | 006     | Ford-Cosworth DFV | G     | John Nicholson |  |  |  |  |  |  |  |  |  | 17 |  |  |  |  |  |  |  |  |  |  |  |  |  |  | 0     |      |